# 長野県道393号小島信濃木崎停車場線
長野県道393号小島信濃木崎停車場線（ながのけんどう393ごう こじましなのきざきていしゃじょうせん）は、長野県長野市と大町市を結ぶ一般県道。

## 概要

### 路線データ
- 起点：長野市信州新町日原西字小島（長野県道394号川口大町線交点）
- 終点：大町市大字平字木崎（大糸線信濃木崎駅）

## 通過する自治体
- 長野市
- 大町市

## 交差・接続する道路
- 長野県道394号川口大町線 - 長野市信州新町日原西字小島（起点）
- 長野県道391号岩本里穂刈線 - 長野市信州新町信級字岩本
- 長野県道497号美麻八坂線 - 大町市大字美麻字新田下・宮村間 ※一部重複
- 長野県道31号長野大町線 - 大町市大字美麻字新行
- 国道148号 - 大町市大字平字稲尾（稲尾駅前交差点）・平字木崎間